# NGC 7538
NGC 7538 est une nébuleuse en émission située dans la constellation de Céphée. Elle a été découverte par l'astronome germano-britannique William Herschel en 1787.

## Observation

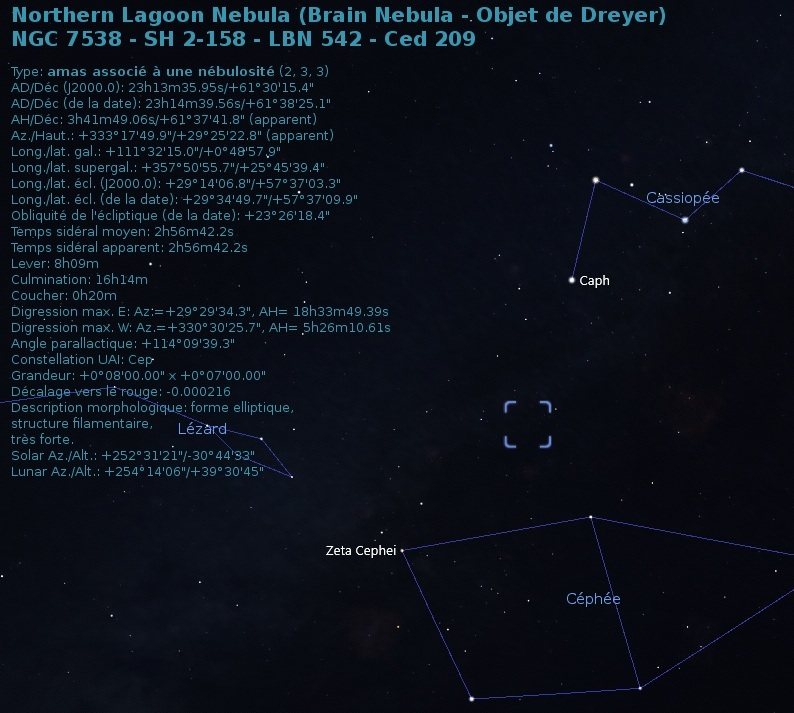
Localisation de NGC 7538 dans la constellation de Céphée, près de la frontière avec celle de Cassiopée (Stellarium).

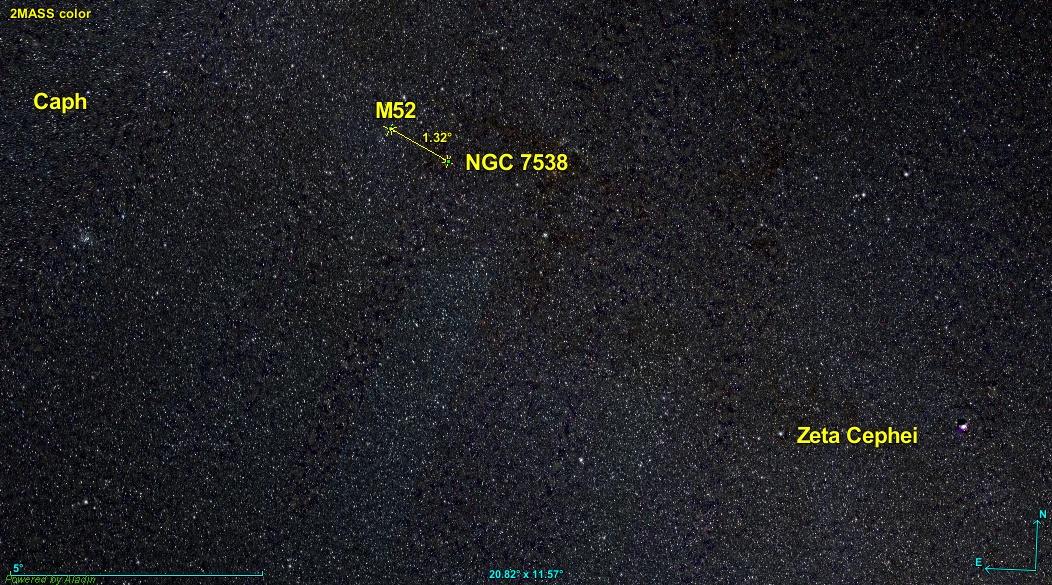
Localisation de NGC 7538 par rapport à l'amas ouvert M52 et à deux étoiles.

La nébuleuse est située dans la partie la plus à l'ouest de la constellation de Céphée, près de la frontière avec Cassiopée. La région dans laquelle elle se trouve peut être identifiée juste au nord du centre de la ligne joignant les étoiles Caph (β Cassiopeiae) et ζ Persei, respectivement de magnitudes 2,27 et 3,39. NGC 7538 est à environ 1,3° au sud-ouest de l'amas ouvert M52.
Elle peut être observée optiquement avec un télescope amateur de puissance moyenne à élevée et devient clairement visible sur les photographies à longue exposition, sur lesquelles elle apparaît comme une nébulosité de forme ovoïde légèrement allongée dans une direction est-ouest. L'arrière-plan est très riche en champs d'étoiles et en nébuleuses, tandis que dans la direction sud-sud-ouest se trouve l'amas ouvert NGC 7510, qui peut également être facilement observé avec des jumelles. D'ailleurs, certaines sources, dont Simbad, identifient NGC 7538 à un amas ouvert, alors que d'autres soutiennent plutôt qu'il s'agit d'un amas ouvert associé à une nébuleuse. NGC 7538 est également proche de NGC 7635, la nébuleuse de la Bulle.
Céphée et Cassiopée sont deux constellations typiques du ciel d'automne de l'hémisphère nord. NGC 7538 fait partie d'un système de nébuleuses et d'amas ouverts qui atteignent leurs hauteurs maximales dans le ciel du soir entre octobre et décembre. La déclinaison fortement septentrionale de NGC 7538 signifie qu'elle n'est facilement observable que depuis les régions de l'hémisphère boréal. D'ailleurs, cette nébuleuse est circumpolaire. De l'hémisphère sud, sa visibilité est limitée uniquement aux latitudes tropicales et subtropicales et elle est toujours visible assez basse sur l'horizon au nord.
La principale source d'ionisation des gaz de NGC 7538 est l'étoile TYC 4279-1463-1 (NGC 7538 IRS 6), une étoile bleue de la séquence principale de classe spectrale O3.5V dont la parallaxe est égale à 0,330 8 ± 0,019 mas. Cette parallaxe correspond à une distance de 3,02 ± +0,18
−0,16 kpc, ce qui la situe à l'arrière de NGC 7538. 

## Emplacement de NGC 7538 dans la Voie lactée

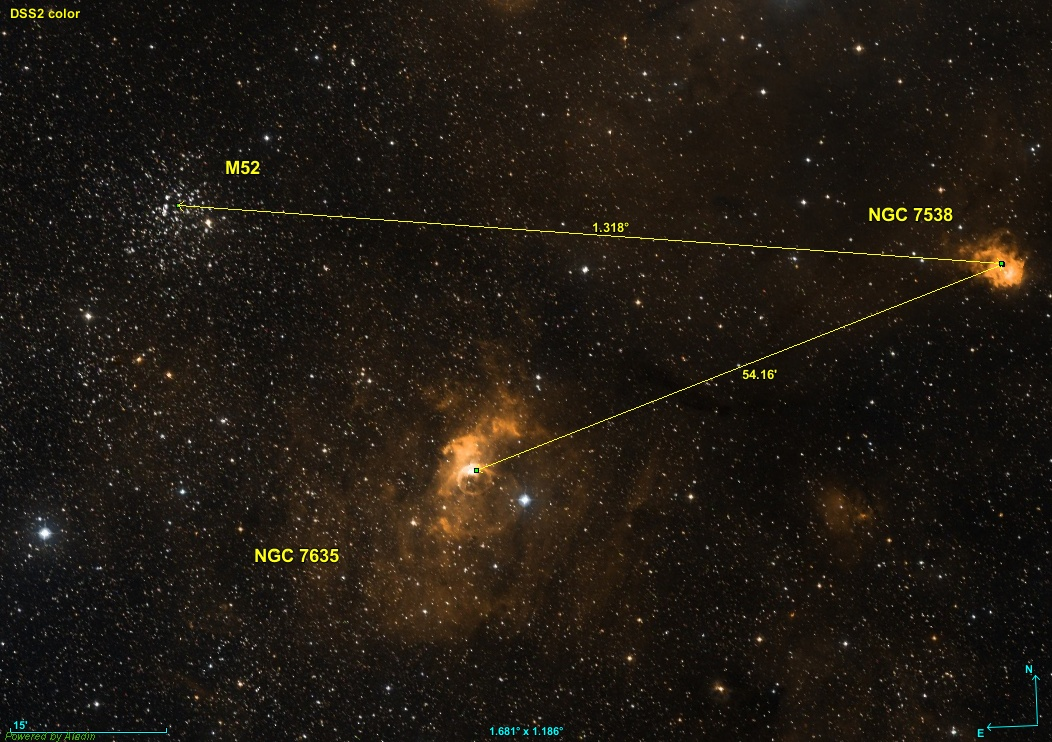
Une région riche en nébuleuses et en amas d'étoiles.

NGC 7538 est située sur le bras de Persée de la Voie lactée et est probablement reliée à la grande association OB Cassiopée OB2,. D'autres nébuleuses telles que Sh2-157 et Sh2-161 sont aussi situées dans cette région de la sphère céleste.
NGC 7538 est immergée, avec sa voisine Sh2-159, une autre nébuleuse en émission, dans la nébulosité diffuse ténue du nuage géant catalogué Sh2-261B, qui fait partie du nuage Sh2-261, dont le centre est situé dans une direction nord-est. La nébuleuse est probablement associée à la grande association OB Cas OB2, qui compte cinq étoiles massives de classe O et quelques étoiles de classe B.

## Caractéristiques

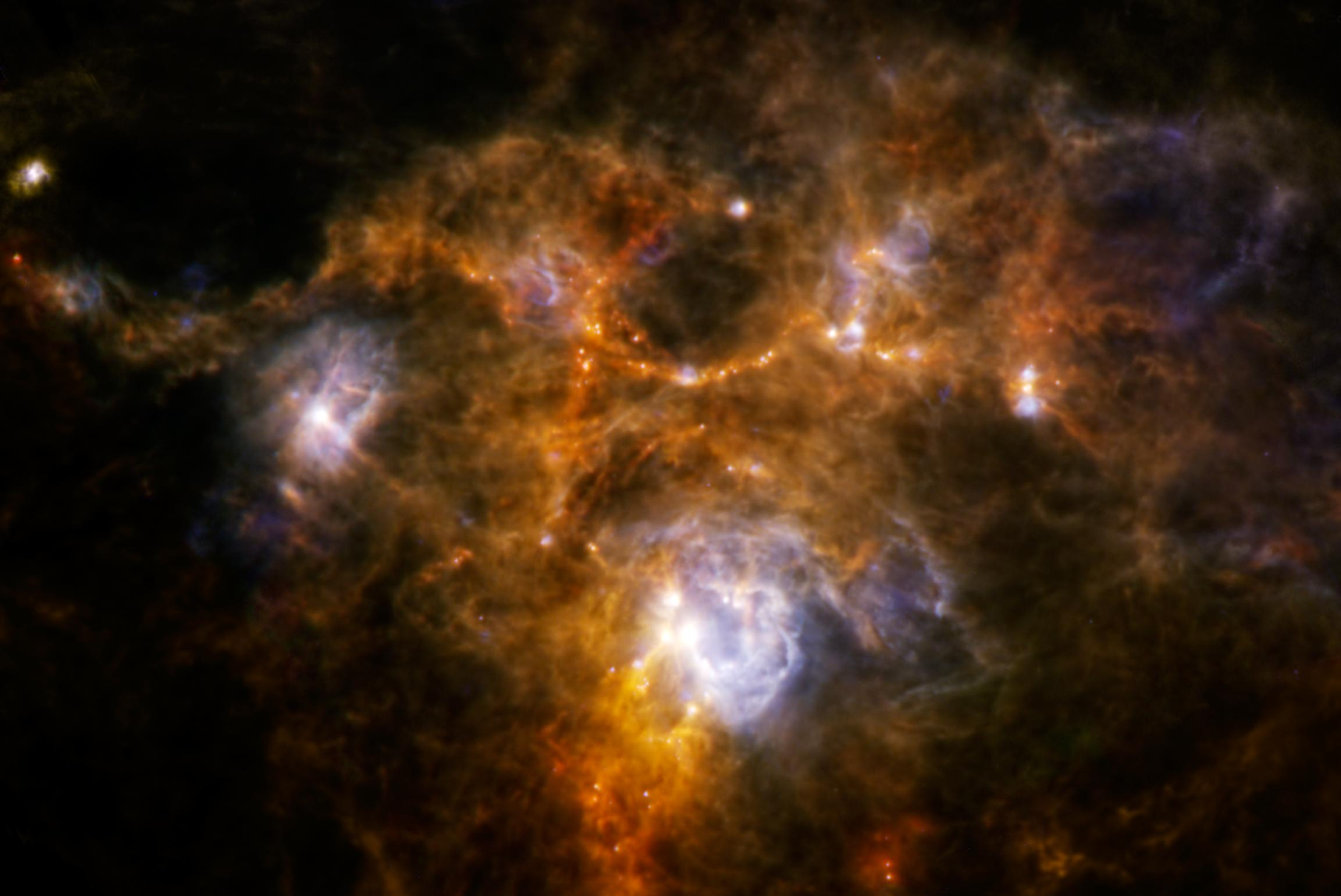
NGC 7538 vue en infrarouge par le télescope spatial Herschel.

### Distance
La distance qui nous sépare d'une nébuleuse est notoirement difficile à mesurer, à moins qu'elle soit assez rapprochée et qu'elle contienne un amas d'étoiles dont on a mesuré la parallaxe, ce qui n'est malheureusement pas le cas pour NGC 7538. En effet, on peut accéder aux propriétés de certaines étoiles d'un amas en cliquant sur le bouton children de la base de données Simbad. Puisque Simbad considère que NGC 7538 est un amas ouvert, on peut atteindre les 73 étoiles inscrites sur la page children. Toutes les étoiles du tableau sont désignées par [KDR2019] NFC x ou x est un chiffre allant de 0 à 72. On peut consulter les propriétés de ces étoiles en cliquant sur leur désignation, mais on constate alors que ni la parallaxe ni le mouvement propre n'ont été mesurés. 
Simbad indique malgré tout deux distances provenant de deux articles publiés en 2009 et en 2015, soit 2,7 ± 0,1 kpc (∼8 810 al) et 2,44 ± 0,77 kpc (∼7 960 al). Quatre autres sources indiquent des distances semblables, soit 2,29 ± 0,13 kpc (∼7 470 al), environ 2,6 kpc (∼8 480 al), environ 2,65 kpc (∼8 640 al) et environ 2,7 (∼). La moyenne et l'écart type de ces six distances sont 2,56 ± 0,17 kpc (∼8 350 al).

### Taille
Selon les sources, la taille apparente de NGC 7538 en ascension droite est soit de 8' ou de 9',. En utilisant la plus petite taille apparente et la plus petite distance, soit (2,56 - 0,17) kpc, on peut déterminer, grâce à un calcul simple, que la plus petite taille réelle en ascension droite de cette nébuleuse est de 18,20 al. De même, en utilisant la plus grande taille apparente en ascension droite et la plus grande distance, soit (2,56 + 0,17) kpc, on obtient la plus grande taille réelle en ascension droite, soit 23,30 al. De ces deux nombres, on peut conclure que la taille réelle de NGC 7538 en ascension droite est de 20,8 ± 2,5 al. On utilise le même raisonnement pour la taille réelle en déclinaison] pour obtenir une valeur de 14,6 ± 1,1 al. 

## Les étoiles de NGC 7358
Bien que Simbad soit une source pauvre en information au sujet des étoiles de NGC 7538, des publications nous fournissent un peu plus de renseignements. Onze sources (IRS 1 à IRS 11) de rayonnement infrarouge qui correspondent à autant d'étoiles de grande masse ont été répertoriées. Des émissions infrarouges ont aussi été captées depuis une source maser.
NGC 7538 est une région active de formation d'étoiles qui montre plusieurs sources rayonnant dans l'infrarouge proche et dans l'infrarouge lointain, mais les étoiles de la nébuleuse sont principalement de la pré-séquence principale de faible masse. On trouve à l'intérieur de la nébuleuse des phénomènes de formation d'étoiles à divers stades, des plus avancés situés principalement dans le secteur nord-ouest, aux plus récents, situés dans le sud-est. Cela suggère que la formation d'étoiles s'est déroulée par vagues en provenance des régions du nord-ouest. 
NGC 7538 abrite une proto-étoile au centre d'un nuage de gaz froid dont le rayon atteint 0,5 pc, soit plus du tiers de la distance entre le Soleil et Proxima Centauri. La masse de ce nuage est de 2000{\displaystyle M_{\odot }}. Les observations montrent que la proto-étoile est intégré dans un noyau elliptique compact d'une masse de 85 à 115 {\displaystyle M_{\odot }}. Cette étoile est entourée d'un disque d'accrétion rotatif qui alimente un flux moléculaire chaud et très jeune à peu près perpendiculaire au disque. Le taux d'accrétion par l'étoile est très élevé, environ (1,4 à 2,8) × 10−3 {\displaystyle M_{\odot }}/an.